# John Maynard Keynes
John Maynard Keynes, baró Keynes de Tilton CB (Cambridge, 5 de juny de 1883 - Sussex, 21 d'abril de 1946), fou un economista i professor anglès de notorietat mundial. Les seves idees tingueren un gran impacte en el pensament i la política econòmica. És particularment recordat per apostar per una política governamental intervencionista, amb la qual el govern, utilitzant mesures fiscals i monetàries, ajudaria a mitigar els efectes adversos dels cicles econòmics. És reconegut com el pare de la macroeconomia moderna i les seves idees generaren una escola econòmica keynesiana.
Segons Keynes, els mercats no s'equilibren automàticament i això justifica el recurs a polítiques econòmiques conjunturals. El keynesianisme, la nova economia keynesiana, el neokeynesianisme o el postkeynesianisme més intervencionista són conceptes i corrents de pensament d'actualitat i procedents de l'obra de Keynes.
Considerat com un dels més importants teòrics de l'economia del segle xx, Keynes, en tant que conseller oficial o oficiós de nombrosos polítics, va ser un dels actors principals dels acords de Bretton Woods. També és l'autor d'un conegut llibre sobre el tractat de Versalles titulat Les conseqüències econòmiques de la pau, publicat el 1919, així com la publicació d'articles en diversos diaris.
La seva primera obra teòrica va ser el Tractat sobre la moneda, però la seva obra major és sense discussió la Teoria general de l'ocupació, de l'interès i de la moneda (1936), que va permetre omplir un buit, proveint sobretot els nous liberals anglesos una teoria econòmica adaptada, apta per a qüestionar la llei de Say, en subratllar els límits del laissez-faire des de la fi del segle xix, i en implementar les eines conceptuals necessàries per a la posada en marxa de polítiques econòmiques alternatives. Els seus treballs han estat així utilitzats després de la Segona Guerra Mundial en el marc del desplegament de l'estat del benestar. El pensament de Keynes, sobretot el corrent keynesià anomenat la síntesi neoclàssica, molt de temps dominant als Estats Units, ha perdut una àmplia part de la seva influència a partir del començament dels anys 1980, amb la pujada del monetarisme i de la nova economia clàssica. Tanmateix, la crisi econòmica de 2008-2009 sembla haver marcat una recuperació de l'interès pel pensament de Keynes, tant en la versió més aviat social liberal de la nova economia keynesiana com en versions més heterodoxes, tals com el postkeynesianisme.

## Vida i obra
John Maynard Keynes va néixer en una família d'universitaris pertanyent a la burgesia victoriana. El seu pare, John Neville Keynes, era professor de Cambridge, conegut com a autor de The Scope and Method of Political Economy (1891), un dels millors tractats de metodologia econòmica, i sa mare, Florence Ada Brown, fou una escriptora reeixida i reformista social, també farà política i va ser escollida alcaldessa de Cambridge el 1932. John va tenir un germà, sir Geoffrey Keynes (1887- 1982) cirurgià i bibliòfil, i una germana, Margaret.

### Primers anys

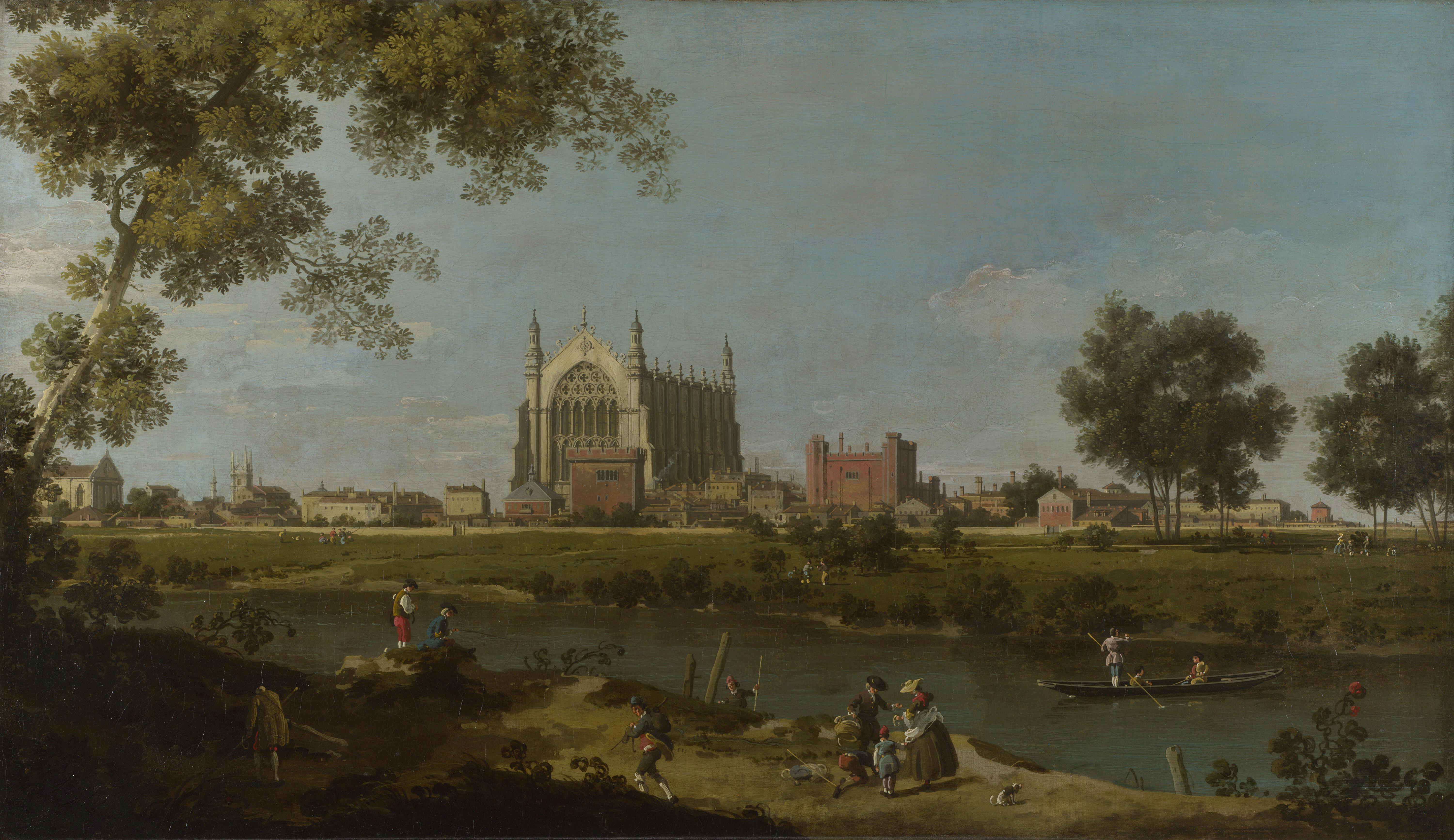
L'Eton college cap a 1750 a la vora del Tàmesi

Als set anys, John Maynard Keynes entra a l'escola primària de St. Faith's (Preparatory School), on fa una prova d'un cert talent en matemàtiques. Un any més tard, ingressa a l'Eton college. Va ser un alumne brillant i va obtenir nombrosos premis (deu el primer any, divuit el segon i onze el tercer). Es mostra particularment dotat per les matemàtiques, en què obté tots els primers premis. El 1902, entra al King's College, Cambridge. El 1903, Lytton Strachey i Leonard Woolf l'introdueixen en la societat dels Cambridge Apostles, un club dedicat a "perseguir la veritat sense reserves i amb absoluta devoció per un grup d'amics íntims". Hi troba Henry Sidgwick, Bertrand Russell, Lowes Dickinson i George Edward Moore, el llibre dels quals, Principia Ethica, exercirà sobre Keynes una influència fonamental. És també en aquest entorn on es formarà el grup de Bloomsbury, del qual serà membre. Les primeres relacions romàntiques i sexuals de Keynes foren gairebé exclusivament amb homes. De fet, va ser en el si del grup on desenvolupa la seva homosexualitat. Un dels seus grans amors va ser l'artista Duncan Grant, que conegué el 1908, i també estigué implicat amb l'escriptor Lytton Strachey, que havia conegut el 1903.
Keynes es llicencià en matemàtiques per Cambridge el 1905; es prepara llavors per al concurs de l'alta funció pública anglesa. És també a Cambridge on coneix alguns dels millors economistes de la seva època: Francis Ysidro Edgeworth, Alfred Marshall; més tard Joan Robinson, Piero Sraffa, Ricàs Kahn, James Meade i Bertil Ohlin.
El 1907, fa unes oposicions per a treballar per a l'estat britànic, però queda en segon lloc al concurs i no pot integrar al Tresor. És destinat a l'Indian Office (Ministeri de l'Índia). Al cap de dos anys, s'hi avorreix i, cap al 1907, comença a treballar en el que acabarà sent el Treatise on Probability (Tractat sobre la probabilitat). Paral·lelament, inicià estudis d'economia sota la direcció d'Alfred Marshall. Quan Arthur Cecil Pigou és escollit per a la càtedra d'Alfred Marshall, el despatx d'economia i de política presidit per John Neville Keynes, va crear dos llocs de professor universitari, dels quals un és assignat a John Maynard Keynes. Des de 1909 fins a la seva mort, va ser professor a la Universitat de Cambridge. El 1913, publica el seu primer llibre d'economia, l'Indian Currency and Finance. Segons Schumpeter, l'èxit de l'obra li val la reputació de dominar tan bé els problemes tècnics com els polítics i els humans. Gràcies a aquest llibre, és nomenat membre de la Reial Comissió de moneda i finances Índies (1913-1914).

Posteriorment, s'anà interessant progressivament per l'economia. Conseller del govern britànic durant la Primera Guerra Mundial, la seva primera aportació pública com a economista és la publicació el 1919 (tot just acabada la guerra) de Les conseqüències econòmiques de la pau. En aquesta obra, argumentava que les reparacions de guerra que estava obligada a pagar Alemanya a les nacions vencedores eren excessives i portarien l'economia alemanya a la ruïna. Aquestes prediccions quedaren fora de tot dubte quan l'economia alemanya s'enfonsà el 1923 a causa de la hiperinflació soferta, quan tan sols havia pagat una part molt petita de les reparacions de guerra.

### Keynes, l'art i el grup de Bloomsbury

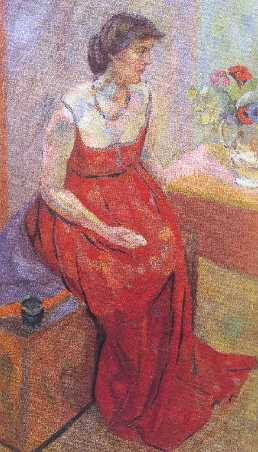
Vanessa Bell, un personatge central del grup de Bloomsbury, pintada per un altre "Bloomsbury", Roger Fry

La vida de Keynes serà sempre doble: d'un costat l'home privat, esteta, vinculat al grup de Bloomsbury i, de l'altre, l'home públic, economista i conseller polític. Alguns dels seus amics, com Walter Lippmann, no podran mai conciliar aquesta ambigüitat o preferiran quedar-se amb l'home públic. En el grup de Bloomsbury compta sobretot el pintor Duncan Grant Lytton Strachey, E. M. Forster i Virginia Woolf.
Malgrat la seva homosexualitat anunciada, Keynes es va casar el 1925 amb la ballarina russa Lydia Lopokova (una ballarina estrella de la companyia dels Ballets Russos de Sergé Diaghilev). No serà massa ben acceptada pel grup de Bloomsbury i sobretot per Vanessa Bell, que la troba massa poc racional. Recíprocament, no té gaire afinitat amb ells. Per a Robert Skidelsky, allunyant-lo del grup de Bloomsbury, li va permetre integrar-se millor en els mitjans propers als cercles del poder i atènyer la maduresa necessària per a escriure les seves grans obres econòmiques.
Tota la seva vida, Keynes va manifestar un gran interès per l'òpera (Covent Garden) i per la dansa, a la qual ajuda financerament. Durant la guerra, va ser membre del Comitè per a la promoció de la música i de les arts (CEMA). La intervenció de Keynes serà important en matèria de política pública a favor de les arts i la cultura. Ell i els membres del grup de Bloomsbury varen crear estructures cooperatives o associatives (Hogarth Press, The London Artists), destinades a donar un marc estable a artistes disposats a sotmetre's a regles mínimes, que no tocaren la seva llibertat de creació, a canvi d'ingressos més regulars. En el sector privat, una de les seves majors realitzacions va ser la Contemporary Art Society, funcionant com una autoritat de certificació d'artistes contemporanis per tal d'educar el gust del públic i de tranquil·litzar els compradors potencials sobre la qualitat de les seves compres. Aquest rol va ser reprès, i considerablement estès, amb la fundació després de la Segona Guerra Mundial del British Arts Council, del qual Keynes va ser un dels primers directors.
Keynes va ser un gran col·leccionista de llibres i compartia aquesta passió amb Friedrich Hayek, filòsof i economista liberal clàssic amb el qual manté una certa amistat, tot i estar en profund desacord en matèria d'economia. Va reunir en la seva col·lecció nombrosos manuscrits d'Isaac Newton sobre alquímia i les notes de John Conduitt. Una de les últimes publicacions de Keynes fou Newton, l'home (Newton, The Man), apareguda per al tricentenari del naixement del físic (1942).

## Les grans etapes de la carrera de Keynes

### Keynes, alt funcionari del Tresor
L'agost de 1914, es fa destacar en recomanar a Lloyd George, llavors ministre de finances, de no suspendre la convertibilitat de la lliura esterlina més que en cas d'absoluta necessitat. El 6 de gener de 1915, a proposta d'Edwin Montagu que havia lamentat la seva sortida de l'Indian Office, és incorporat al Tresor mentre duri la guerra. Quan McKenna succeeix Lloyd George en finances, es converteix aviat en el seu principal conseller i, en la mateixa època, és destinat a la divisió del Tresor encarregat del finançament de la guerra.

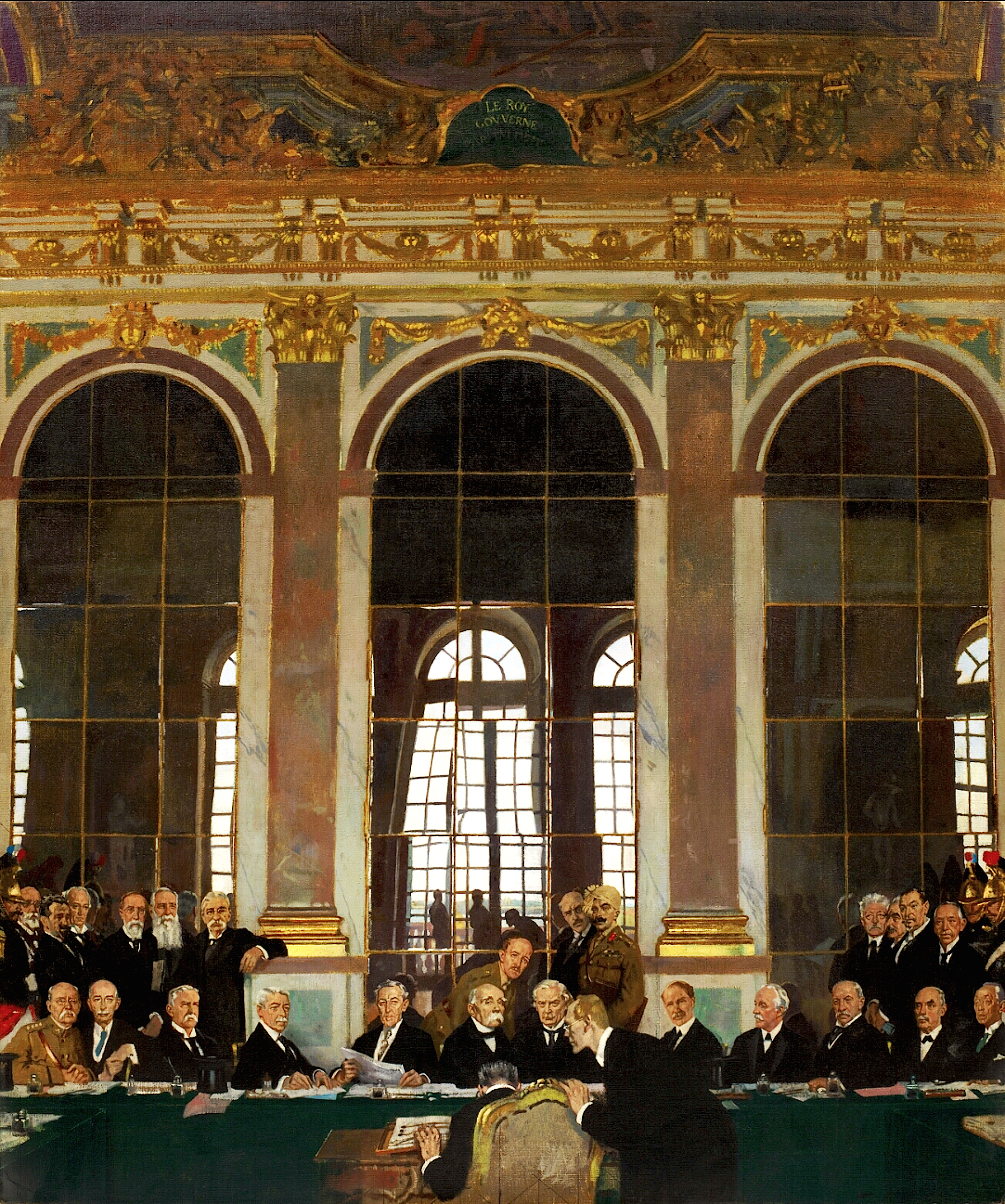
Firma del tractat de Versalles el 1919

Keynes va participar activament en el debat que ocupà el govern anglès: s'havia d'augmentar el nombre de divisions alineades en el front francès i, per tant, recórrer al reclutament o no? Keynes i McKenna eren oposats a aquesta opció. Esgrimien dos arguments: el reclutament impactaria en la producció britànica, que portaria el país a una dependència dels Estats Units en matèria de finançament; el reclutament és contrari al principi liberal que fa que un govern no pugui exigir als ciutadans que donin la seva vida sense el seu consentiment explícit. La victòria de l'opció contrària, la de la guerra total, va fer considerar a Keynes la seva dimissió del Tresor. Malgrat les pressions dels seus amics de Bloomsbury, escull quedar-se al seu lloc amb gran alleujament dels seus pares.
El 6 de desembre de 1916, el conservador Andrew Bonar Law esdevé el nou ministre de finances en substitució de McKenna. El nou ministre mantindrà bones relacions amb Keynes i, el maig de 1917, és nomenat cap de la "divisió A", encarregada dels finançaments exteriors i condecorat amb l'orde del Bany.
Keynes va participar en moltes reunions preparatòries sobre l'aspecte econòmic del futur tractat de pau. Era contrari a les compensacions massa importants i a una anul·lació dels deutes de guerra contrets per França i el Regne Unit als Estats Units. D'altra banda, troba que les proposicions de Woodrow Wilson sobre el que serà la Societat de Nacions ignora massa l'aspecte econòmic. Keynes va mirar de reparar aquesta omissió durant la Segona Guerra Mundial, però no va ser escoltat i preferí dimitir.
Per expressar les seves idees i les seves reserves envers el tractat de Versalles, escriu Conseqüències econòmiques de la pau. Aquest llibre li dona una aportació financera i, alhora, una notorietat internacional. Hi retreu menys a Georges Clemenceau per haver defensat i imposat una solució influenciada pel realisme en relacions internacionals que a Woodrow Wilson i a Lloyd George, per no haver defensat més fermament les seves idees properes al liberalisme en relacions internacionals més favorables a la pau i al desenvolupament econòmic. En conseqüència, és a aquests últims que reserva les seves fletxes més mordaces. Aquest llibre no va ser ben rebut a França. El 1946, Étienne Mantoux va publicar un llibre destinat a refutar les tesis de Keynes: La pau cartaginesa o les conseqüències econòmiques del Sr. Keynes. Per a Charles Kindleberger, aquest llibre, que va enfrontar el sentiment nacional francès, explicaria en part per què els economistes d'aquest país no es van interessar verdaderament per l'obra de Keynes més que després de la Segona Guerra Mundial.

### Keynes als anys vint

#### L'home d'influència

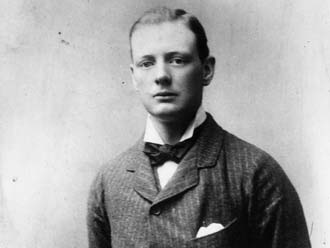
Winston Churchill i Keynes de vegades foren adversaris i d'altres, aliats

A diferència de molts dels seus amics de Bloomsbury, Keynes no era un hereu. Així, quan deixa el Tresor, ha de finançar el seu tren de vida, ja que ha reduït el seu temps d'ensenyament a Cambridge. Keynes es llança a les inversions financeres, i seu, a partir de 1919, al consell d'administració de la National Mutual Life Assurance Company i, a partir de 1923, forma part de la Provincial Insurance Company.
Com a Winston Churchill, són principalment les seves publicacions les que li aporten recursos: publica al Manchester Guardian, per al qual cobreix sobretot la conferència econòmica de Gènova de 1921; al Nation and Athenaeum, i redacta uns llibres assumint les despeses d'impressió, la qual cosa li permet no donar al seu editor més que un 10% del producte de les vendes. En el terreny acadèmic, finalment, dirigeix de 1911 a 1937, l'Economic Journal.
Al fort poder mediàtic que li ofereixen els seus treballs publicats, cal afegir el poder d'influència que exerceix amb la seva participació en nombrosos clubs. Va ser membre de l'Other Club fundat per Winston Churchill, va ser un dels fundadors del Tuesday Club, que reunia el tercer dimarts de cada mes polítics, financers, universitaris i periodistes. A Cambridge, va fundar el Political Economy Club, que es reunia el dilluns.

#### Keynes i la batalla de la moneda
Keynes pot comprovar als anys vint l'encert de les seves tesis: les reparacions de la guerra només són parcialment pagades així com els deutes de guerra i, a més, la situació econòmica a Europa no era gaire lluïda. Al seu llibre Tractat de la reforma monetària, de 1923, subratlla, entre altres idees, que la inflació pot conduir a la revolució, que una reforma monetària és necessària per reconstruir Europa i que val més devaluar què recórrer a la deflació.
En aquesta perspectiva, s'oposa a Churchill, quan aquest després de moltes indecisions torna al patró or amb una paritat pujant a Isaac Newton i inicia una política de deflació que provoca vagues i problemes econòmics. Aquest episodi li inspiraria un altre llibre: Les conseqüències econòmiques del Sr. Churchill (1925). Si Keynes s'oposava al patró or durant aquest període era perquè trobava que forçava un país en dificultats a suportar tots els ajustos i el submergia en la depressió. Aquesta preocupació constitueix un tret constant dels seus projectes de reforma del sistema monetari mundial.

#### Keynes i el partit liberal anglès
Al final de 1922, Keynes junt amb d'altres va comprar a la família Rowntree el diari The Nation, fundat el 1907. Aquest diari havia estat el bastió d'un liberalisme bastant intel·lectual que havia emergit al voltant de la Universitat d'Oxford abans de la guerra, de la qual Keynes en aquella època no era gaire proper. En efecte, enfrontava alhora la seva inclinació estatista i elitista, subratllant la necessitat de controlar millor els poders públics i privats i veient la democràcia com un bé en si mateixa. Finalment, aquest corrent polític era més "Oxford", és a dir, que confrontava el laissez-faire a partir d'una "barreja de hegelianisme i de llenguatge biològic que Keynes i la seva generació de Cambridge trobaven condemnable". Si Keynes va adquirir aquest diari va ser, en part, per tenir una tribuna per a les seves teories monetàries i potser també per difondre les idees de l'escola d'economia de Cambridge.

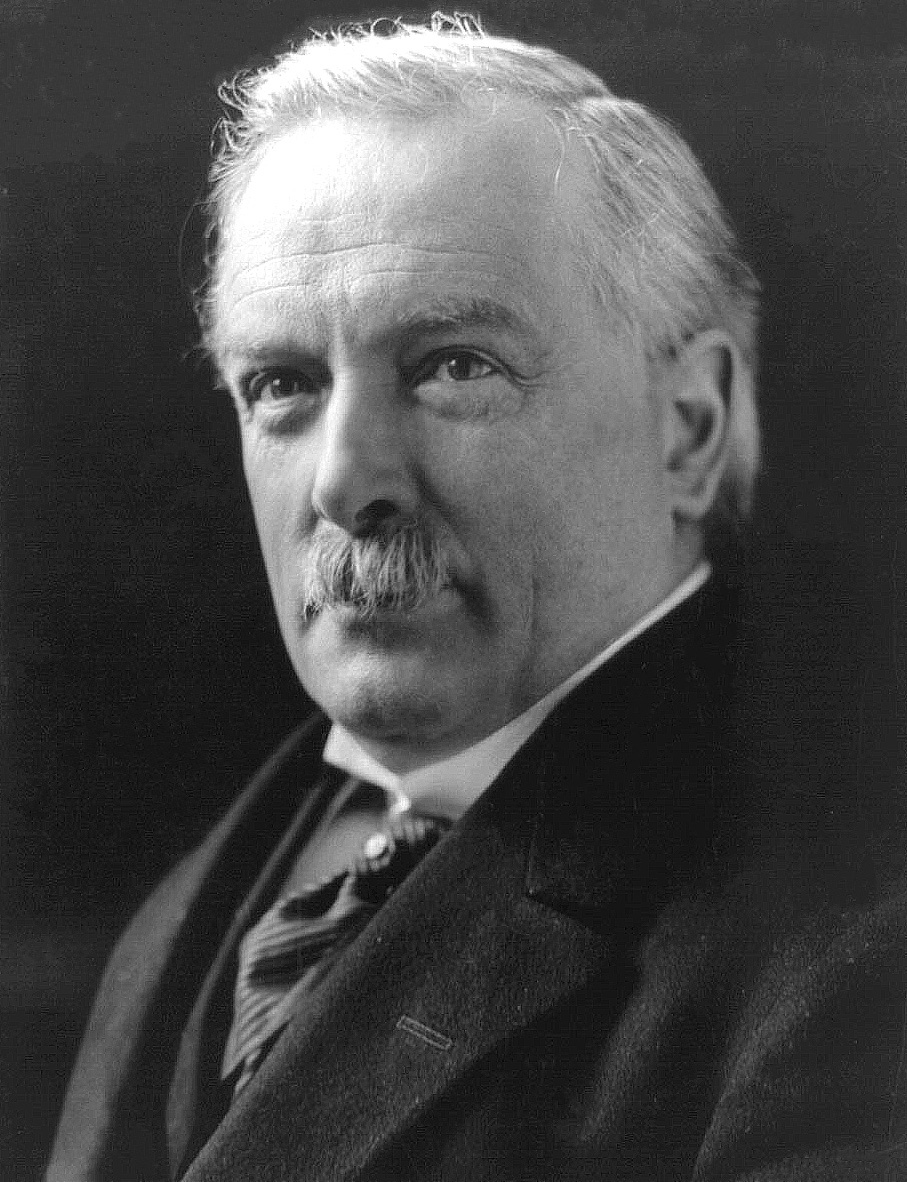
David Lloyd George, un home que Keynes apreciava poc, fins i tot havent estat aliats en algun moment

Paral·lelament, liberals de Manchester llancen escoles d'estiu (summer school), que s'havien de realitzar alternativament a Oxford i a Cambridge, amb l'objectiu de dotar el partit liberal d'una política adaptada als anys vint. Keynes hi participa en algunes sessions, donant-hi el 1926 una conferència titulada Sóc encara un liberal?. Pensant -potser- en Asquith, a qui deixarà un temps després per Lloyd Georges, escriu: "no hi ha lloc més que a l'ala esquerra del Partit Conservador, per a aquells que estan lligats amb fervor a l'individualisme a l'antiga i al laissez-faire en tot el seu rigor, encara que hagin contribuït altament a l'èxit del segle xix.
De forma general, Keynes està molt implicat en el partit liberal entre 1924 i 1929. El 1927, participa en la redacció del Llibre groc del partit, titulat Britain's Industrial Future. El 1928, redacta amb Hubert Henderson un tríptic titulat Can Lloyd George Do It (Pot aconseguir-ho Lloyd George?), per sostenir les mesures previstes en el document del partit liberal We can Conquer Unemployment ('Podem vèncer l'atur'). Finalment, el Partit liberal va perdre les eleccions i va ser el laborista Ramsay Macdonald qui torna al poder el 1929, amb Snowden com a canceller d'Hisenda, que continuarà la política deflacionista iniciada per Winston Churchill i que no seria definitivament abandonada fins al 1931.

### Keynes, el teòric: la trilogia
Keynes no abordarà realment la teoria econòmica fins bastant més tard, amb allò que Don Patinkin designa com la trilogia de Keynes, és a dir, els dos toms del Tractat sobre la moneda (1930) i la Teoria general (1936), la seva obra principal.

#### ElTractat sobre la moneda
El Tractat sobre la moneda (A Treatise on Money) apareix el 1930. Keynes era llavors membre del Comitè Macmillan encarregat d'«aconsellar» el govern de Ramsay Macdonald; no té temps de sotmetre els seus escrits a la crítica d'altres economistes ni de revisar-los realment com ho hauria volgut fer. Aquest llibre el decep de seguida, ja que no aconsegueix evidenciar els factors que influeixen en el nivell de producció.
L'obra es compon de dos volums. En el primer, titulat "La teoria pura del diner", Keynes defineix d'entrada la naturalesa del diner; a continuació, descriu els seus orígens històrics abans de presentar una teoria del diner que aborda alhora els aspectes estàtics i els dinàmics de la qüestió. En el segon volum, titulat "La teoria aplicada del diner", Keynes comença amb un estudi empíric de les variables crítiques de la seva teoria, per després enfocar les grans característiques institucionals que li serveixen de marc. Finalment, exposa les polítiques monetàries que, a grans trets, com explica Don Patinkin, "es deriven directament de la seva anàlisi teòrica".
Si el "cicle de crèdit" és generat pel canvi en els preus derivats de problemes de costos, es produiran guanys (o pèrdues) i augment o (disminució) de la producció i de l'ocupació, proclamava Keynes (com abans ho va fer Knut Wicksell, Fisher, Pigou i, després d'ell, ho va fer l'escola de Chicago dels anys trenta...); els mitjans per a estabilitzar l'economia passaven per estabilitzar els preus. Segons Keynes, la variable clau per a assolir aquest objectiu era la taxa del banc central, que ha de ser més gran quan els preus pugen i menor quan cauen.

#### Cap a la teoria general
A partir de la fi de 1931, el Partit liberal no torna a ser massa actiu. Les xarxes de Keynes que graviten a la seva òrbita perden influència en resposta a la puja dels conservadors agrupats al voltant de Neville Chamberlain, mentre que en resposta a la fusió de la Nation amb el New Statesman, setmanari creat per la Societat Fabiana, la seva influència sobre la nova revista declina, ja que ha de comptar amb el nou editor Kingsley Martin, amb el qual no comparteix gaire les idees. Keynes, menys implicat en l'acció, té més temps per a consagrar a la teoria.

Finalment, el començament dels anys trenta marca canvis importants en l'aspecte relacional. Alguns dels seus amics moren (Lytton Strachey, Roger Fry), mentre que d'altres s'allunyen d'ell, com Herbert Henderson. S'acosta llavors als economistes de Cambridge. L'any següent, el Tractat sobre la moneda és discutit pel "Cambridge circus" (cercle de Cambridge), que inclou dins dels seus membres més coneguts Ricàs Kahn, Joan i Austin Robinson, James Meade, Piero Sraffa i d'altres. És a partir de començaments de 1932 que es posarà realment a la redacció del que serà la teoria general.
La seva obra, procedent d'articles del Times, The Means of Prosperity, constitueix una data important en l'aparició del que serà la revolució keynesiana. Keynes se sent malament i menys centrat sobre els problemes anglesos. Respecte a les seves obres anteriors, té menys present la situació d'Angleterra que la dels Estats Units, amb un menor èmfasi en la flexibilitat (no era el problema en aquest país) i un major espai per a la incertesa. A la tardor del 1934, ha acabat el primer llançament de la Teoria general i la comença a sotmetre a lectors com Roy Forbes Harrod, Ralph George Hawtrey o Dennis Robertson. Aquesta obra apareix el 1936 i li val a Keynes ser considerat com una figura important de l'economia (alguns van arribar a dir que és la «figura tutelar» de la macroeconomia moderna).

### Retorn al tresor

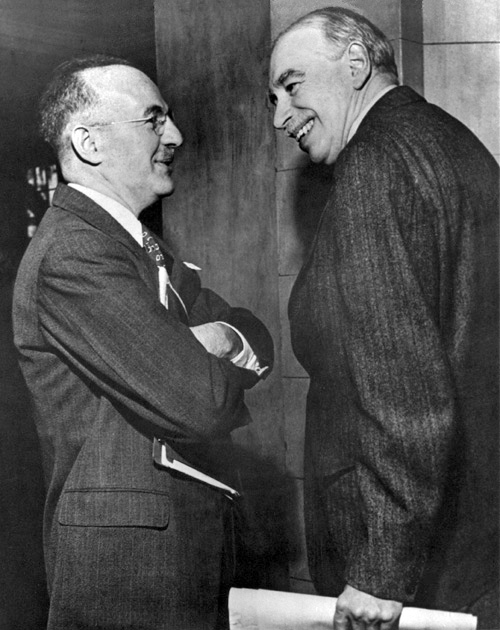
Harry Dexter White (a l'esquerra), ajudant del secretari del Tresor americà, i Keynes, els dos negociadors en cap des del punt de vista tècnic dels acords de Bretton Woods el 1946

El maig de 1937, Keynes és víctima d'una malaltia cardíaca de la qual es recuperarà lentament. Durant la seva convalescència, contribueix a la difusió del seu pensament, però no tornarà a estar en actiu fins al 1939. El ritme de vida i les precaucions que imposen la seva malaltia el preservaran durant la Segona Guerra Mundial de la superactivitat que minarà la salut de gent més jove. Treballa llavors sobre la manera de finançar la guerra sense crear inflació. Ho recull al seu llibre Com pagar la guerra, aparegut el 1940. Aquesta obra és ben acollida pel Tresor, que aprecia la seva idea mestra d'evitar, durant la guerra, un recurs a la planificació. Malgrat tot, la seva idea d'estalvi forçat no serà aplicada.
Es reintegra al Tresor l'agost de 1940 a títol benèfic. S'hi quedarà fins a la seva mort. Va ajudar el ministre de finances a posar a punt el pressupost de 1941. Igual que durant la Primera Guerra mundial, va participar en la reflexió sobre el finançament de l'esforç de guerra anglès que forma el rerefons de les negociacions que desembocaran en els acords de Bretton Woods. Keynes hi té un doble paper de dissenyador i de negociador, la qual cosa de vegades complicarà les negociacions.
Quan el 1942 William Beveridge presenta el seu pla sobre la seguretat social, obtindrà del Tresor la constitució d'un grup de treball compost per ell mateix, Lionel Robbins i un actuari per tal de perfilar el projecte fent-lo financerament acceptable.
Durant la guerra, tres grans pols tracten els problemes econòmics: el Tresor, la Secció Econòmica dirigida per Lionel Robbins i secundada per James Meade i, de manera menys influent, el Banc d'Anglaterra. Contràriament als Estats Units, on els ministres com Cordell Hull o Henry Morgenthau tenien objectius clars de postguerra, els polítics anglesos deixen als experts dibuixar el futur. Per a Robert Skidelsky, aquesta manca de visió a llarg termini i d'implicació en els informes comprometent la postguerra explica el fracàs de Winston Churchill en les eleccions que varen venir a la fi de la guerra. Keynes, en el moment de les negociacions amb els Estats Units, té, de vegades, consciència de mantenir un paper que correspondria al seu ministre. La presència de Keynes donarà al Tresor un fort dinamisme. L'autor d'una biografia important de Keynes, el denomina "el Churchill de l'economia", un àmbit en el qual el gran polític anglès no tenia més que poques llums.
En els últims anys de la seva vida, Keynes rep nombroses distincions, es fa administrador d'Eton College, és fet lord i rep el títol de baró Keynes de Tilton el 1942 a proposta de Winston Churchill.
Mor el 21 d'abril de 1946 sense descendència. El seu germà va fer dispersar les seves cendres a Tilton, la seva segona residència, ja que John Maynard Keynes havia expressat el desig de descansar a la capella del King's College, Cambridge.

## Els fonaments del pensament de Keynes
Abans d'interessar-se per l'economia, Keynes va escriure sobre filosofia (es tracta sovint d'escrits destinats o bé als Cambridge Apostles, o bé al grup de Bloomsbury, com My Early Beliefs. També va escriure sobre probabilística amb el seu primer gran llibre, el Treatise on Probability (Tractat de probabilitat, 1920), i sobre política (un dels seus escrits de joventut era un text sobre Edmund Burke).

### Keynes i la filosofia
Keynes, com els Cambridge Apostles del seu temps, estava molt influenciat pels Principia Ethica de George Edward Moore. Per a aquest últim, el bé no pot ser definit i només la intuïció permet copsar-lo. Això el porta a criticar a la vegada la tradició utilitarista procedent de Jeremy Bentham, que confon plaer i bé, i els idealistes tals com McTaggart o Lowes Dickinson.
En el pensament de Moore, l'important són els "estats d'esperit" (les alegries que sentim), dels quals, els més estimables són el plaer de les relacions entre humans i el que procura la vista de bonics objectes. Aquests estats d'esperit són "unitats orgàniques molt complexes, compostes d'un subjecte que experimenta i l'objecte de l'experiència". Per a ell, l'acció correcta ha de conduir a un estat d'esperit desitjable. Cal, doncs, buscar accions que provoquen bons resultats, però és molt difícil conèixer els resultats de les nostres accions. Per tant, ens hem de limitar a institucions que han fet les seves proves per guiar les nostres accions.
Aquesta idea bastant a prop d'una desenvolupada més tard per Friedrich Hayek és llençada per Keynes. És per això que s'interessarà per les probabilitats. En efecte, mentre que per a Moore com per a David Hume tot el coneixement probable és fundat en l'experiència, per a Keynes, per contra, les probabilitats ens permeten aprendre fins a un cert punt el futur o almenys el resultat de les nostres accions. En canvi, reté de Moore que el fi és tan important com els mitjans i que aquest fi no és exclusivament material, com diu Moore, una oposició a l'utilitarisme de Bentham i a la "reducció ad absurdum del benthamisme", que és per a Keynes el marxisme.

### Les probabilitats com a branca de la lògica
Keynes es comença a interessar per les probabilitats el 1904. Redacta un article que llegeix als Cambridge Apostles; després torna sobre el tema cap a 1907 escrivint un document per a l'obtenció de la funció de Fellow del King's. Fracassarà el 1907 i haurà de produir el 1908 un nou document revisat per a obtenir aquesta plaça. Finalment, serà el 1921 quan terminarà el seu projecte amb el Treatise on probabilty.
Mitjançant aquests escrits, el seu objectiu és ensenyar que, contràriament al que pensa Moore, els individus tenen una major influència sobre el seu destí i no han de remetre's completament als costums. Per a fer-ho, s'oposa a les probabilitats enteses com a freqüències. Igual que Wilhem Leibnitz, ell les veu com una branca de la lògica. Aquesta visió de les coses influenciarà Bertrand Russell i Alfred North Whitehead, un dels seus examinadors que al principi va estar sorprès per l'enfocament de Keynes. En efecte, per a Keynes, una probabilitat no és, com en l'anàlisi freqüencial, un fet per natura, però expressa un grau de creença raonable. Per a ell, percebem intuïtivament certes relacions de causalitat, de les quals la que tindrà els pesos més grans i, per tant, més possibilitats de ser verdadera; la millor probabilitat serà, doncs, aquella "basada en un gran nombre d'elements de prova pertinents". Com per a Russell, que va veure en Keynes un poderós aliat de l'empirisme lògic, la lògica no és a casa seva ni empíricament ni analítica.
Per a Robert Skidelsky la visió probabilista de Keynes té dues conseqüències sobre el seu pensament econòmic: d'una part, la hipòtesi que hi hagi un coneixement segur no és possible en economia -sobre aquest punt no està tan lluny d'Alfred Marshall, per a qui les lleis econòmiques eren simples tendències; i d'altra banda, s'oposa a un formalisme excessiu que tendeixi a fer semblar cert allò que només és probable.
La recepció del tractat pels joves filosòfics i matemàtics dels anys vint -Frank Ramsey i Ludwig Wittgenstein- va ser fresca. En efecte, pertanyen a una altra escola filosòfica més tècnica, "el món de Ramsey està fet de preferències... Els humans de Keynes són pensadors que ell dota de l'eina del pensament: la lògica. Els humans de Ramsey són actors que ell dota de l'eina de l'acció: la capacitat de calcular".

### Keynes i la política
Keynes i Burke

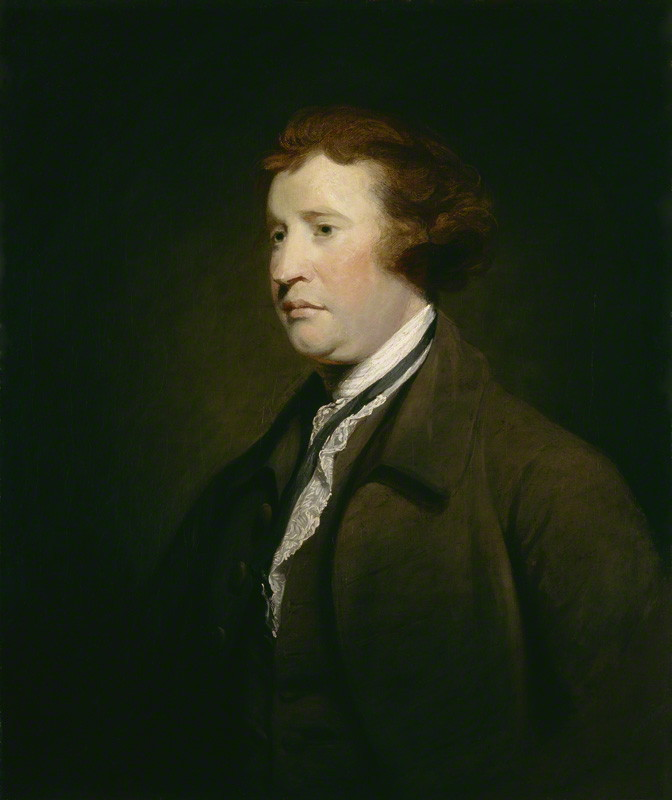
Edmund Burke, un autor que Keynes va llegir i meditar

Keynes va escriure el 1904, un manuscrit inèdit titulat The Political Doctrine of Edmund Burke. Segons Dostaler, Keynes descrivint Burke sembla descriure's: troba que és ple de contradiccions "simultàniament conservador i liberal, lliurecanvista i imperialista, apòstol de la Revolució anglesa i adversari de la Revolució francesa". D'altra banda, li troba un cert egoisme no desagradable per als grans personatges. Dos trets del pensament d'Edmund Burke provoquen la seva adhesió: d'una part, pensa com ell que és perillós sacrificar un bé present per un bé futur en tant que el futur és incert; d'altra banda, considera que "la reclamació de la fama de Burke en l'àmbit de la política és la doctrina de la conveniència" i el seu rebuig a limitar-se, un dret abstracte.
Si considera que Burke és el primer filòsof polític a acceptar de manera conseqüent el principi de la major felicitat, del major nombre al nivell polític, li retreu la seva gran timidesa envers les reformes, i troba que Burke empeny la defensa del dret de propietat a un punt on pot amenaçar el cor del liberalisme. En relació amb Burke, Keynes escriu:
Els seus aspectes positius són tots en el present -pau i tranquil·litat, amistat i afecte, vida familiar i tots aquests petits actes de caritat pels quals es poden, de vegades, ajudar els seus semblants. No pensa una humanitat que pel foc i la sang camina cap a un gran i gloriós bé en un futur llunyà; res d'un mil·lenari polític a tirar endavant i a sostenir amb l'esforç i el sacrifici present... Els estatistes s'han d'assabentar de la saviesa a l'escola de Burke; si volen posar-la al servei d'uns grans i difícils objectius, han de buscar l'essència de les idees en un altre lloc.
Derivat de Burke, existeix per a Keynes un cert pendent elitista i tecnocràtic. Gilles Dostaler apunta que "per a Keynes, de cara a la societat, un partit ha de ser dirigit per una elit il·lustrada amb més precisió per la unió d'un lideratge fort i d'elit d'assessors". Aquest pendent aristocràtic irritarà Harry Dexter White i Bretton Woods, igual com el primer ministre laborista Ramsay Macdonald se sentia vexat quan, a la sortida d'una reunió, li declarà "que es considerava com l'únic veritable socialista present". Per contra, va facilitar els seus contactes amb Winston Churchill durant la Segona Guerra Mundial.
En el debat sobre el planisme que es promou als anys trenta, l'única intervenció marcada de Keynes és una defensa de Herbert George Wells contra els crítics de Stalin i George Bernard Shaw. En el llibre de 1927 The World of William Clissod, Herbert George Wells avança la idea que una classe intermediària de tècnics i d'enginyers té un paper important a jugar en Occident, mentre que Stalin li nega aquest paper reservat, segons ell, al proletariat. Si Keynes sosté Wells, és per fixar-se de seguida que aquest últim no diu el que ha de fer aquest grup social. És justament allò que Keynes intenta definir i, en certa manera, teoritzar.
La seva obra fonamental, Teoria general de l'ocupació, l'interès i el diner fou publicada el 1936. En aquesta, Keynes exposa una teoria basada en el concepte de demanda agregada per explicar les variacions en el nivell d'activitat econòmica que es pogueren observar durant la Gran Depressió (1929-1939) que succeí la fallida de la borsa de Nova York. El llibre exhorta una política econòmica activa per part dels governs, amb la finalitat d'estimular la demanda en els períodes d'atur, per exemple mitjançant la despesa en obres públiques.

Keynes també escrigué assajos biogràfics d'economistes i persones notables, així com Assajos de persuasió que mostren alguns intents de Keynes d'influir en els responsables públics durant la Gran Depressió. Durant la guerra, fou nomenat primer president del Council for the Encouragement of Music and the Arts, actualment conegut com a Arts Council, una institució britànica que tenia la finalitat d'ajudar econòmicament els artistes i impulsar la difusió de la cultura.

### Keynes, el mag de les finances
La brillant habilitat de Keynes com a inversor està demostrada per les dades públiques d'un fons que ell administrava, el beneficiari del qual era el King's College de Cambridge.
Des de 1928 fins a 1945, malgrat una caiguda massiva durant el crac de 1929, el fons administrat per Keynes experimentà unes taxes de creixement d'un 13,2% anual (mentre que l'índex general del mercat britànic tenia taxes de creixement negatives d'un 0,5% anual).
Els principis adoptats per Keynes a l'hora de realitzar les inversions es poden resumir d'acord amb el següent:
1. Una selecció curosa d'unes poques inversions que tinguin un preu relativament baix, respecte al seu potencial i al seu valor intrínsec a llarg termini i respecte la resta d'inversions alternatives.
2. Una tinença ferma d'aquestes inversions tant en els períodes bons com en els dolents, potser durant diversos anys, fins que hagin complert les expectatives o s'hagi evidenciat que la seva compra va ser un error.
3. Una posició equilibrada de les inversions, és a dir, diversificar els riscs i a ser possible en riscs oposats (ex.: tenir una part invertida en or, ja que aquest es comporta en direccions oposades a les fluctuacions generals).

### Mort
Keynes va morir d'un infart; els seus problemes cardíacs van ser agreujats per la pressió del seu treball en els problemes financers internacionals de la postguerra. Després de la seva mort, fou incinerat i les seves cendres foren escampades a prop de Tilton. El seu pare, John Neville Keynes (1852-1949), va sobreviure al seu fill per 3 anys. El germà de Keynes, sir Geoffrey Keynes (1887-1982), va ser un distingit cirurgià, professor universitari i bibliòfil. Els seus nebots van ser el fisiòleg Richard Keynes (nascut el 1919); i Quentin Keynes (1921-2003), aventurer i bibliòfil.

## Influència de Keynes
Les teories de Keynes van ser tan influents, malgrat estar encara hui dia disputades, que tot un subcamp de la macroeconomia anomenada economia keynesiana avui dia continua desenvolupant i discutint les seues teories i les aplicacions d'aquestes. John Maynard Keynes es va interessar en diversos camps de la cultura i fou una figura central de l'anomenat grup de Bloomsbury, conformat per prominents artistes i escriptors del Regne Unit. Els seus assajos autobiogràfics Two Memoirs es van publicar el 1949.

## Criticisme i crítics del keynesianisme
La seua obra de 1930 Tractat sobre els diners (Treatise on Money) (2 volums) va ser vist com el millor treball de Keynes per un dels seus més freqüents oponents intel·lectuals, Milton Friedman. Friedman i altres monetaristes han argumentat que els economistes keynesians no presten suficient atenció a l'estagflació i a altres assumptes inflacionaris.
- Friedrich von Hayek va fer una ressenya del Tractat sobre els diners tan dura que Keynes va demanar a Piero Sraffa que ressenyara (i condemnara no menys durament) el treball de Hayek. El conflicte Keynes-Hayek va ser més que una de les batalles en la guerra entre Cambridge i l'escola d'economia de Londres; va ser precursor de l'enfrontament de les dues principals concepcions liberals, contradictòries entre si, dominants des del final de la II Guerra mundial i fins a l'actualitat: el keynesianisme i el neoliberalisme.

- Ludwig von Mises

- Ayn Rand

- Henry Hazlitt ha escrit un llibre anomenat El fracàs de les noves economies (The Failure of the New Economics), una detallada crítica capítol a capítol de la Teoria general de Keynes.[26]